# باول دبليو. سميث
باول دبليو. سميث (بالإنجليزية: Paul W. Smith)‏ هو مقدم برامج إذاعية وصحفي أمريكي، ولد في 1953 في مونرو في الولايات المتحدة.